# Затон (Пермский край)
Затон — посёлок в Соликамском районе Пермского края. Входит в состав Тюлькинского сельского поселения.

## Географическое положение
Расположен в нижнем течении реки Мошевица, примерно в 5,5 км к юго-востоку от центра поселения, посёлка Тюлькино, и в 25 км к северо-западу от районного центра, города Соликамск.

## Население
| 2010 |
| ---- |
| 508  |

## Улицы[2]
- Водников ул.
- Зелёный пер.
- Набережная ул.
- Новая ул.
- Полевая ул.
- Садовая ул.
- Северная ул.
- Советская ул.
- Школьная ул.
- Южный пер.

## Топографические карты
- Лист карты O-40-6 Тюлькино. Масштаб: 1 : 100 000. Издание 1978 г.